# Lotta Snickare
Lotta Karin Snickare, född 18 september 1959, är en svensk forskare och konsult inom organisation och ledarutveckling. 
Snickare var tidigare chef för Swedbanks ledarutveckling. Hon har samarbetat om ett par bokprojekt med Liza Marklund, nämligen rapporten Härifrån till jämställdheten 1998 och Det finns en särskild plats i helvetet för kvinnor som inte hjälper varandra 2005.
2012 disputerade hon på en avhandling om ledarskap vid Centrum för Bank och Finans på KTH, där hon sedan dess är anställd som forskare. Hon har lett ett flertal forskningsprojekt inom organisation, ledarskap och genus och under flera år verkat som gästforskare i Norge. Snickare leder återkommande ledarutvecklingsprogram inom universitets- och högskolesektorn. 2023 antogs hon som docent i företagsekonomi vid KTH. 